# El Peñón, Veracruz
El Peñón är en ort i Mexiko.   Den ligger i kommunen Espinal och delstaten Veracruz, i den sydöstra delen av landet, 200 km nordost om huvudstaden Mexico City. El Peñón ligger 73 meter över havet och antalet invånare är 101.
Terrängen runt El Peñón är huvudsakligen platt, men åt sydost är den kuperad. Runt El Peñón är det ganska glesbefolkat, med 39 invånare per kvadratkilometer. Närmaste större samhälle är Agua Dulce, 18,4 km nordost om El Peñón. Omgivningarna runt El Peñón är en mosaik av jordbruksmark och naturlig växtlighet.